# La Fosse-de-Tigné
La Fosse-de-Tigné era un comune francese di 210 abitanti situato nel dipartimento del Maine e Loira nella regione dei Paesi della Loira. Dal 1º gennaio 2016 è accorpato al nuovo comune di Lys-Haut-Layon di cui è divenuto comune delegato, insieme ai comuni di Les Cerqueux-sous-Passavant, Nueil-sur-Layon, Tancoigné, Tigné, Trémont e Vihiers.

## Società

### Evoluzione demografica
Abitanti censiti